# 25237 Hurwitz
25237 Hurwitz è un asteroide della fascia principale. Scoperto nel 1998, presenta un'orbita caratterizzata da un semiasse maggiore pari a 2,9639570 UA e da un'eccentricità di 0,0124203, inclinata di 1,63154° rispetto all'eclittica.
È dedicato al matematico Adolf Hurwitz.